# Charles Somers
Pour les articles homonymes, voir Somers.
Charles Somers, né le 13 octobre 1868 à Newark (Ohio) et décédé le 29 juin 1934 à Put-in-Bay (Ohio), est un industriel américain. Il utilise sa fortune, jusqu'à la ruine, pour créer et soutenir des franchises de baseball. Il est notamment à l'origine de la création de la Ligue américaine et des Cleveland Indians, franchise de ligue majeure dont il reste propriétaire de 1900 à 1916. John F. Kilfoyle en est le président jusqu'en 1908, puis Somers assure lui-même la présidence. Il met en place un système de formation de jeunes talents préfigurant le concept de clubs affiliés.
Il possède entre 1901 et 1903 la majorité des parts des Boston Americans (futur Red Sox). Ruiné en partie à cause des déficits récurrents des Indians, il cède la franchise à Jim Dunn. Il tente après cette date de rétablir ses affaires et devient propriétaire des New Orleans Pelicans, une franchise de ligue mineure.

## Sources et références
- Quirk, James et Rodney D. Fort, Paydirt: The Business of Professional Team Sports, Princeton University Press, 1992,  p. 400-402,  (ISBN 0-691-04255-1)
- Notice biographique sur Encyclopedia of Cleveland History